# Tell Agreb

Tell Agrab befindet sich östlich vom antiken Eshnunna

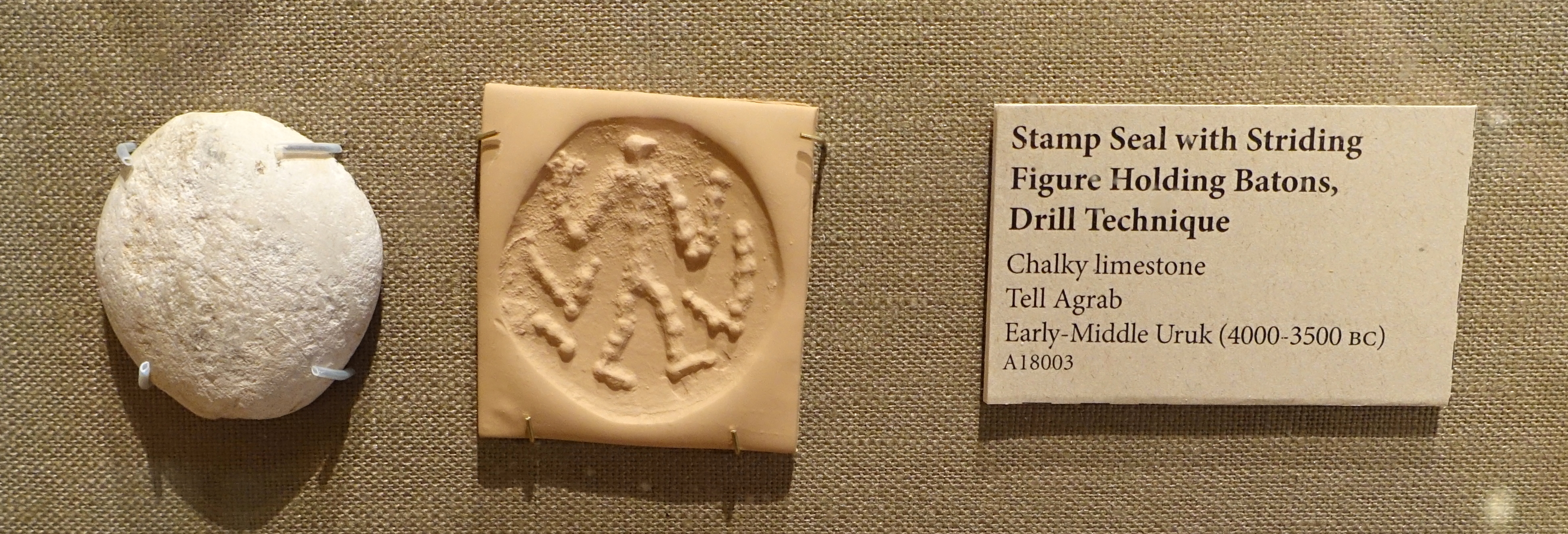
Stempelsiegel mit schreitender Figur, die Stäbe hält, Drill Technique, Tell Agrab. ISAC Museum (bis 2023 Oriental Institute Museum), Chicago

Tell Agrab (oder Aqrab) ist ein Tell oder Siedlungshügel, der sich 20,3 km südöstlich von Eshnunna in der Diyala Region befindet. Tell Agrab wurde von ca. 3000 v.C. (Dschemdet-Nasr-Zeit) bis ca. 2000 v.C. (Isin-Larsa-Zeit) bewohnt. In der Frühdynastischen Zeit entstanden monumentale Bauwerke, einschließlich des Shara Tempels. Die Stätte des Tell Agrab ist von einer 500 auf 600 Meter langen, ungefähr 12 Metern hohen und 5,5 m breiten Mauer in Pfeiler-Nischen-Gliederung eingefasst. Es wurden auf flacheren Hügeln in der näheren Umgebung Reste von Besiedlung entdeckt, welche in späterer Zeit als Friedhof genutzt wurden.

## Forschungsgeschichte
Obwohl sie Opfer von Raubgrabungen geworden war, begann eine offizielle Ausgrabung 1936 und 1937 von einem Team des Oriental Institute, Chicago, welches in dieser Zeit ebenfalls in Eshnunna, Khafajah und Tell Ishchali arbeitete. Die Grabung wurde von Seton Lloyd geleitet. Einen großen Erfolg erzielte man, als der große frühdynastischen Tempel entdeckt wurde. 1992 wurde vom Oriental Institute das Diyala-Projekt gestartet, um die Altgrabungen aufzuarbeiten und eine Datenbank der Grabungsergebnisse und Funde zu erstellen. Die Arbeiten erfuhren mit der Plünderung des Irakischen Nationalmuseums im Jahre 2003 einen empfindlichen Rückschlag, als eine erhebliche Anzahl von Funden u. a. aus Tell Agrab gestohlen wurde. Das Projekt konnte daher nicht planmäßig 2006 abgeschlossen werden, wenngleich aktuell bereits auf die Datenbank zugegriffen werden kann. 

## Shara Tempel
Der frühdynastische sogenannte Shara-Tempel, im Osten des Hügels gelegen, ist das bedeutendste ergrabene Bauwerk in Tell Agrab. Er ist 60 Meter lang und besitzt eine quadratische Grundfläche, eine 6 Meter breite Mauer mit großen Stützpfeilern umgibt ihn. Seine Benennung basiert auf einer im dortigen Areal gefundenen Steinschale, deren Inschrift den sumerischen Gott Shara nennt. 
Es konnten insgesamt drei Bauphasen nachgewiesen werden, wenngleich der Fokus der Ausgrabungen und Publikationen auf der jüngsten Schicht („Main Level“) lag, da auch der schlechte Erhaltungszustand der älteren beiden Schichten (zusammengefasst als „Earlier building“) eine auch nur annähernde Rekonstruktion erschwert. 

### Earlier building
Da die älteren Phasen des Gebäudes nicht vollständig ergraben werden konnten, lassen sich nur bedingt Aussagen über deren Ausmaße und Funktion der einzelnen Räume geben.
Es konnte jedoch anhand eines Altars ein Kultraum identifiziert werden, in dem eine Vielzahl an Kleinfunden gemacht werden konnte, mehrheitlich Keulen, welche teilweise in Altar und Wände verbaut waren. Ferner fanden sich in dieser Bauphase Fragmente von Beterstatuetten, welche eine Datierung in ältere Frühdynastische Zeit nahelegen, sowie ein Abbild einer Quadriga, gefertigt aus Kupfer, welche von vier Onagern gezogen wird. Es handelt sich dabei um eines der frühsten bekannten Beispiele.

### Main Level
Der ergrabene Westflügel untergliedert sich in drei Teile. Im nördlichsten werden mindestens drei kleinere Heiligtümer sowie ein Getreidespeicher rekonstruiert.
Der Mittelteil umfasst das Hauptheiligtum mit einem großen Opfergabentisch, weiteren Ritualtischen und angenommenen Schatzhäusern, sowie einen mit plankonvexen Ziegeln ausgelegten Brunnen. In diesem Areal fand sich eine größere Anzahl von Schleuderkugeln, was teilweise als Indiz für Kampfhandlungen genommen wird.
Der Südteil des Westflügels war um einen zentralen Hof angelegt, von dem aus die umliegenden Räume, inklusive eines angenommenen Empfangs- aber auch eines Badezimmers zu erreichen waren, sodass hier die Privatgemächer des Priesters/der Priesterin vermutet werden.

## Weihplatten
Die Mehrzahl der aus Tell Agrab stammenden fragmentarisch erhaltenen Weihplatten wurden aus den Main Level-Schichten des Shara-Tempels geborgen. Bei dieser Objektgattung handelt es sich um einen festen Bestandteil des Inventars südmesopotamischer Tempel der Frühdynastischen Zeit. Weitere Fundorte, für die zahlreiche Weihplattenfunde belegt sind, sind z. B. Tell Asmar und Ḫafāǧī. 
Die ursprünglich quadratischen, zentral perforierten Steinplatten weisen Darstellungen in Form figürlicher Reliefs auf, welche in der Regel in drei Friese unterteilt sind. Bankettszenen, sowie die Vorbereitung auf das Bankett, bzw. das Bringen, oder der Transport von Gütern, sind innerhalb dieser Objektgattung die am häufigsten dargestellten Themen – dies trifft auch auf die Weihplatten aus Tell Agrab zu. Anhand der abgebildeten Realien, bzw. der verwendeten Ikonographie und der Ausführung des Dargestellten, lassen sich alle bisher belegten Weihplatten aus Tell Agrab in die frühere Frühdynastische Zeit datieren.
Im Kontrast zu den Darstellungen der älteren Frühdynastischen Zeit, zeichnet sich die frühere Gruppe in der Ausführung vor allem durch kantige, spitze Formen, übergroße runde Augen und ein fast stirnloses Gesicht mit einer massiven spitzen Nase aus. Parallelen dieser Darstellungsweise sind innerhalb des Fundorts – aber auch darüber hinaus, in Fundorten wie z. B. Tell Asmar und Ḫafāǧī – in anderen Objektgattungen, den sog. Beterstatuette oder der Glyptik, belegt.